# Murakeresztúr
Murakeresztúr (kroatisch Krstur oder Kerestur, ehemals Murski Krstur) ist eine ungarische Gemeinde im Kreis Nagykanizsa im Komitat Zala.

## Geografische Lage
Murakeresztúr liegt ungefähr 15 Kilometer südwestlich der Stadt Nagykanizsa und 500 Meter vom Fluss Mur bzw. vom Prinzipal-Kanal entfernt, der die Grenze zu Kroatien bildet.

## Gemeindepartnerschaft
- Kotoriba, Kroatien

## Söhne und Töchter der Gemeinde
- Károly Gadányi (* 1943), Slawist und Hochschullehrer

## Sehenswürdigkeiten
- Römisch-katholische Kirche Szent Kereszt felmagasztalása, erbaut 1818
- Römisch-katholische Kapelle, im Ortsteil Kollátszeg
- Statue von Miklós Zrínyi (Zrínyi Miklós szobra)
- 1956er-Gedenkstätte (56-os Emlékmű)

## Verkehr
Nördlich von Murakeresztúr verläuft die Landstraße Nr. 6835. Murakeresztúr ist der Grenzbahnhof der Bahnstrecke Pragersko–Budapest zu Kroatien. Zudem beginnt die Bahnstrecke nach Barcs in Murakeresztúr.

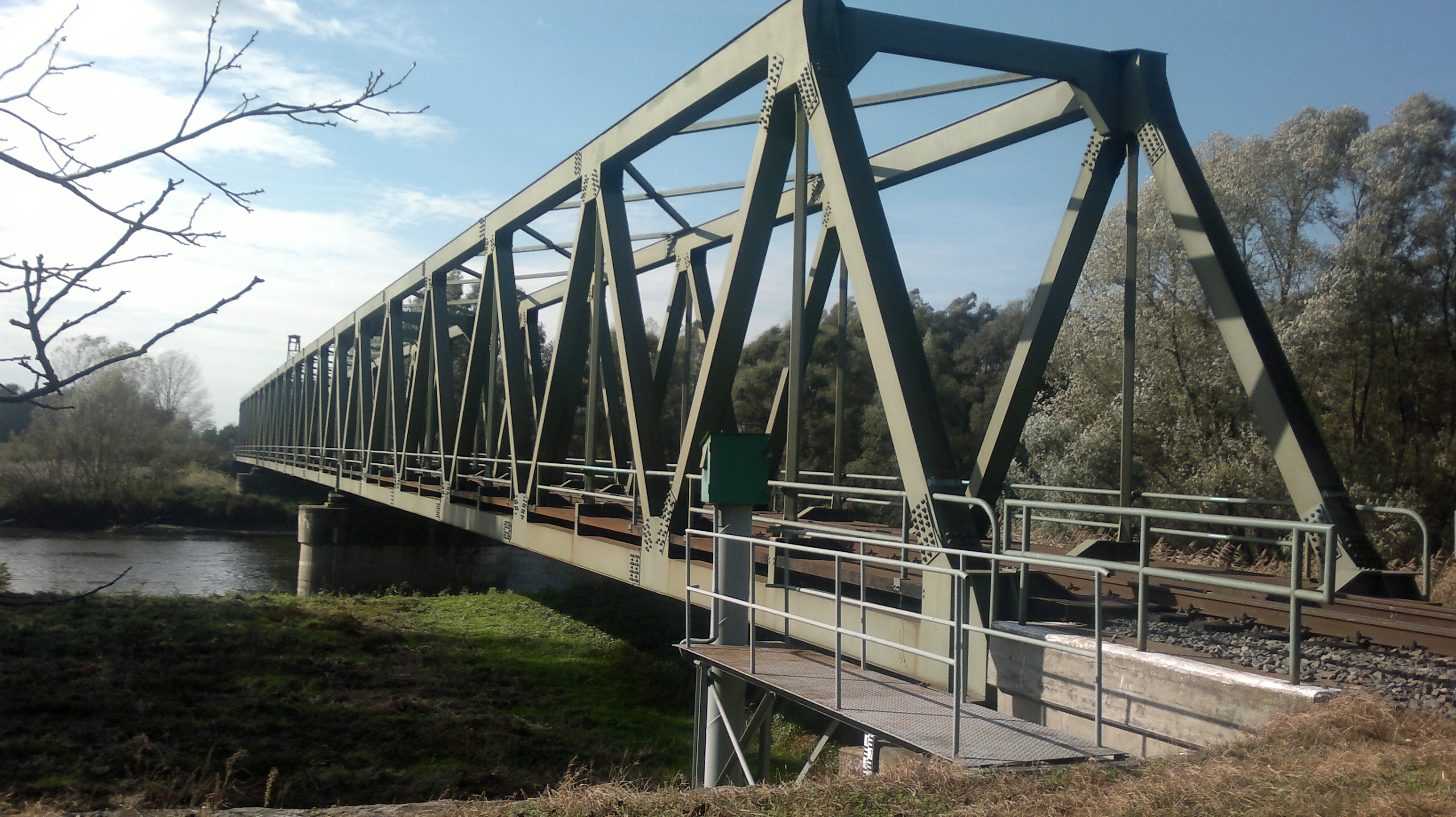
Eisenbahnbrücke über die Mur, die die Staatsgrenze zu Kroatien bildet